# USS Darter (SS-227)
Pour les autres navires du même nom, voir USS Darter.
L'USS Darter (SS-227) est un sous-marin de classe Gato construit pour l'United States Navy pendant la Seconde Guerre mondiale.
Construit au chantier naval Electric Boat de Groton dans le Connecticut, sa quille est posée le 20 octobre 1942, il est lancé le 6 juin 1943 ; parrainé par Mme E. B. Wheeler, épouse d’Edwin B. Wheeler, directeur du chantier naval Electric Boat ; et mis en service le 7 septembre 1943, sous le commandement du commander William Shirley Stovall, Jr.

## Historique
Au cours des quatre patrouilles qu'il effectua pendant la guerre, le submersible coula un navire marchand et deux navires de guerre japonais pour un total de 19 741 tonneaux : le cargo Fujikawa Maru le 30 mars 1944, le mouilleur de mines Tsugaru le 29 juin 1944 et le croiseur lourd Atago le 23 octobre 1944.

### Perte
Le Darter s'est échoué juste après minuit sur un récif de l'atoll des îles Paracels le 24 octobre 1944. L'équipage a été secouru et tous les papiers ont été brûlés et l'équipement saboté. Une tentative de sabordage avec des charges de démolition n'a pas eu l'effet escompté. Plusieurs tentatives de destruction de la part des sous-marins USS Dace, USS Rock et USS Nautilus ont échoué et l'épave fut finalement abandonnée par la marine américaine le 24 juin 1958. Aujourd'hui, la section du milieu est toujours visible au-dessus de la surface du récif.

## Décorations
Le Darter a reçu la Navy Unit Commendation pour sa quatrième patrouille de guerre au cours de laquelle il coula l’Atago. En outre, il fut décoré de quatre Battles star pour son service pendant la Seconde Guerre mondiale.